# 卡拉文化
卡拉文化（英語：Cara culture）是一個發源於厄瓜多爾沿岸，位於今日馬納比省的南美洲印第安文化。它誕生於公元1千年。

## 歷史
在公元10世紀，他們沿著埃斯梅拉達斯河一直到高安第斯山谷的，今日的基多。他們打敗了當地的基多部落並且建立了一個王國。結合成的基多-卡拉文化被稱為仕里斯文明（Shyris civilization），或者卡蘭基文明（Caranqui civilization），從公元800年活躍到1470年代。
在四世紀以來卡拉的國君，稱為仕里斯，的統治下，基多王國統治了今日厄瓜多爾的大多數高地。卡拉及其盟友在1462年的Tiocajas和Tixán的史詩級戰鬥中遭慘敗，打敗他們的是由印加帝國王子圖帕克·印卡所帶領的25萬大軍。經過多年的鞏固，基多王國被融合到印加帝國裡。
1534年，基多-卡拉文化被西班牙征服。他們走向了滅絕，主要是因為接觸到新的歐洲傳染病，這些疾病造成了嚴重的死亡人數。而且，西班牙征服者娶下了基多-卡拉的婦女，而他們的後裔繼續這樣通婚，形成了當地的麥士蒂索人。
有歷史學家對這個國家的存在與否提出質疑，並指出該日期的可疑存在，沒有基多遺骸的證據。基多文化的存在並不能證實這個具爭議的基多王國，只能提供可信度，和部分地支持它的存在。

## 遺產
卡蘭基語獲保存於地名，例如Carán城，還有軍隊的術語Shyri依然在厄瓜多爾的軍隊中使用。